# Липник (лесопарк)
Вижте пояснителната страница за други значения на Липник.
Лисопарк  „Липник“ е разположен в района на село Николово, на 10 км източно от Русе.
Намира се в обширен горски масив от лисици с площ от около 20 000 декара, откъдето произлиза името на местността. Смятан е за най-големия лесопарк на територията на България.
Изграждането и оформянето на околната зона като парк започва през 1950-те години. Изградени са вили на много предприятия от Русе (някои от които не функционират), ресторанти, изкуствени езера, хотел, зоокът, детски кът, благоустроени кътчета, спортна база, къмпинг. Тук се намира и бившата резиденция „Липник“ на Тодор Живков, приватизирана и преустроена в старчески дом.
Всяка година в лесопарка на 2 август – Илинден, се организира традиционен събор.
Функционира градска автобусна линия.

## Забележителности
В лесопарка се намират следните забележителности:
- Езерото с лилиите
- Скулптура „Бялото момиче“
- Скулптура „Черното момиче“ - оригиналът на скулптурата е дело на Никола Терзиев - Желязото, но изчезва в края на XX век. През 2013 г. на нейно място е поставена нова скулптура, която е дело на Валентин Георгиев.[2]
- Резиденция „Липник“
- Зоокът